# Тавриск
Тавриск (Τανρίσκος) е древногръцки скулптор. Роден е в Тралес (Лидия). Ученик на Менекрат. Работил е през 3 век пр.н.е. и заедно с брат си Аполоний. Според Плиний Стари те двамата са изваяли знаменитата група Фарнезийския бик, наречена още и „Смъртта на Дирка“, която изобразява как Зет и Амфион искат да привържат Дирка към рогата на бик, на остров Родос.
1. ↑  500019215 //   18 февруари 2013 г. Посетен на 21 май 2021 г.